# 해왕성 궤도선
해왕성 궤도선은 NASA의 해왕성 탐사선이다.  2016년 발사 예정이었으나, 계속된 개발 지연과 연구원 부족 등의 이유로 유로파 목성계 임무 - 라플라스에 해왕성 궤도선의 예산이 흡수되었고, 유로파 목성계 임무에 흡수된 이후에도 카시니 하위헌스와 뉴 호라이즌스로 예산이 그쪽으로 계속 흡수되어 후에 예산 부족으로 취소되었다. 취소된 후 천왕성 탐사정 및 궤도선으로 비슷한 임무가 정해졌다.

## 발사
델타 IV 또는 아틀라스 V로 할 예정이었다. 그러나 발사 예정인 발사체도 발사일이 계속 미뤄지며 발사체부터 취소되었다.

## 랜더
칼텍이 미니 렌더를 탑재하여 트리톤을 탐사하는 계획을 세웠고, 미니 랜더 개발을 관할하였다.

## 지원, 개발, 투자
- NASA
- JPL
- 칼텍